# Warzone 2100
Warzone 2100 es un juego para computador híbrido de estrategia en tiempo real y tácticas en tiempo real, desarrollado por Pumpkin Studios y publicado por Eidos Interactive. El juego destaca por varios aspectos dentro de su género: incluye varias tecnologías de radar, se enfoca mucho en la artillería y tecnología anti-baterías, y diseño de vehículos personalizados. Inicialmente fue desarrollado en 1999 para Microsoft Windows y PlayStation. El 6 de diciembre de 2004 el código fuente y la mayoría de sus archivos de datos fueron liberados bajo la GNU General Public License, así pues haciéndolo un juego libre. El 10 de junio de 2008 la licencia del juego se liberó del todo y se permitió la distribución de películas y bandas sonoras.

## Argumento
En el año 2085 el sistema diseñado por Estados Unidos para prevenir actividades nucleares falla, y en vez de defender frente a un ataque, el sistema NASDA se confunde y lanza misiles contra las mayores ciudades del mundo. Al suceder esto los países apuntados, pronto toman represalias contra Norteamérica con su propio juego de cañones.
Las diferentes civilizaciones del mundo desaparecen después de una serie de batallas con armas nucleares. Mientras que la mayoría de los supervivientes forman bandas organizadas (scavenger bands) para sobrevivir, un grupo de gente, que se hace llamar "El Proyecto", busca el modo de reconstruir la civilización usando tecnología de posguerra.
El juego comienza con el Comandante, el protagonista, enviando a sus equipos a recuperar tecnología en Arizona que pueda ser útil para la reconstrucción. Mientras recupera los mencionados "artefactos", el Proyecto sufre ataques de una organización llamada el Nuevo Paradigma, que está a las órdenes de una organización llamada Nexus, que justamente fue uno de los principales responsables de la guerra nuclear. En la campaña final, el Proyecto lanza un ataque masivo a gran escala contra Nexus, destruyéndolo y por tanto eliminando cualquier oposición significativa y organizada a su proyecto de reconstrucción de la Tierra.

## Modo de juego

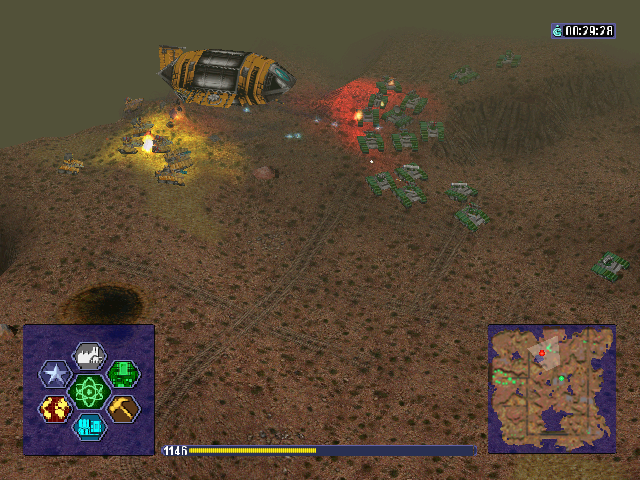
Un escuadrón del Nuevo Paradigma se repliega tras el despliegue de una fuerza de asalto contra el proyecto.

El juego es totalmente 3D, mapeado sobre un grid; los vehículos se mueven por el mapa adecuándose a las irregularidades del terreno, y los proyectiles pueden ser bloqueados realisticamente por montículos y cerros. La cámara se mueve flotando en el aire con muchísima libertad, pudiendo rotar y hacer zums, planos inclinados o planos en picado, todo controlado por el ratón o por el teclado numérico, en el transcurso de la batalla.
Respecto a la estrategia en tiempo real, Warzone 2100 la acción sigue un único curso, por el contrario a la variedad que podría esperarse en juegos de esta naturaleza, aunque es bastante complejo. Durante el juego, las unidades de las diferentes facciones son de diferentes colores. El Nuevo Paradigma y Nexus son los enemigos de El Proyecto durante la campaña, y se les puede ver tanto atacando a las fuerzas del mismo como a bandas de supervivientes (scavengers) a la guerra nuclear, que circulan a sus anchas, y que atacan al jugador con cualquier posible tecnología brutal, tales como camiones con lanzallamas y autobuses escolares armados con cañones.
Warzone 2100 también algunas características únicas que lo diferencian de otros tradicionales RTSs:
- Las unidades (vehículos) pueden ser personalizadas en cuanto a: chasis (el cual, por ejemplo, tiene en cuenta el peso y la potencia); sistema de tracción (ruedas, cadenas de oruga o aerodeslizadores); y objetos añadidos (como armas o herramientas).

- Warzone 2100 pone un énfasis especial en sensores y radares para detectar unidades y coordinar ataques terrestres. Los sensores anti-batería detectan la artillería enemiga siguiendo sus proyectiles y sus arcos de disparo hasta calcular su localización para coordinar un ataque con artillería contra el enemigo. Los sensores VTOL funcionan como sensores básicos, que solo coordinan ataques VTOL para encontrar y destruir batería enemigas.

- Se pone un gran énfasis en la artillería: aunque se puede investigar y desarrollar muchas armas de combate directo y de proximidad y armas antiaéreas, la artillería es un elemento clave para el asalto de las bases enemigas y sus puestos de avanzada.

- La tecnología puede adquirirse recolectando artefactos abandonados por unidades enemigas destruidas.

- La investigación consiste en una larga serie de pequeñas e incrementales mejoras de la armas, defensas y chasis existentes.

- Las unidades pueden ascender en sus rangos desde Rookie hasta Entrenados y Profesionales.

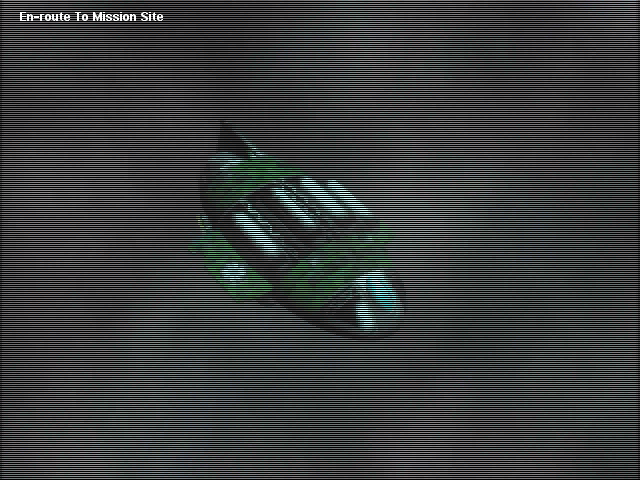
Durante el juego con frecuencia aparecen vídeos. Esta imagen muestra un carguero transportando las fuerzas del jugador a la primera misión.

En el objetivo de las misiones se manifiesta el aspecto RTT (táctica en tiempo real, en inglés) del juego. cada uno de los niveles del juego, excluyendo el primero y el último, tienen un tiempo máximo dentro del cual el jugador debe completar su misión. Esto da la sensación de urgencia y evita que los jugadores pasen demasiado tiempo buscando recursos para construir sus unidades. Sin embargo, el aspecto de juego de tácticas en tiempo real brilla en Warzone 2100 sobre todo en las misiones en el exterior (Away), en las que el jugador debe seleccionar a un conjunto limitado de unidades para ser transportadas a un territorio completamente alejado de su base; por eso el juego está clasificado más como un híbrido RST/RTT que como un RTS (estrategia en tiempo real, en inglés) puro.
También es único, en comparación con otros RTS, porque el terreno de las campañas no cambia con cada nivel, a excepción de las misiones exteriores (away) sino que el territorio se va expandiendo con cada misión, y las construcciones y bases del jugador se conservan en el tiempo.
También se diferencia un poco en el sistema de recursos, de otros juegos RTS. Los pozos petrolíferos (Oil Derricks, en inglés) están ubicados en específicos y escasos puntos del territorio, lo cual proporciona una lenta pero constante entrada de recursos. Que combinado con una limitación de tiempo para la misión, este sistema evita que los jugadores pasen largos periodos de tiempo recopilando recursos innecesarios y ridículas y desproporcionadas unidades armadas, haciendo el juego un poco más riguroso o real.

## Comunidad de desarrolladores

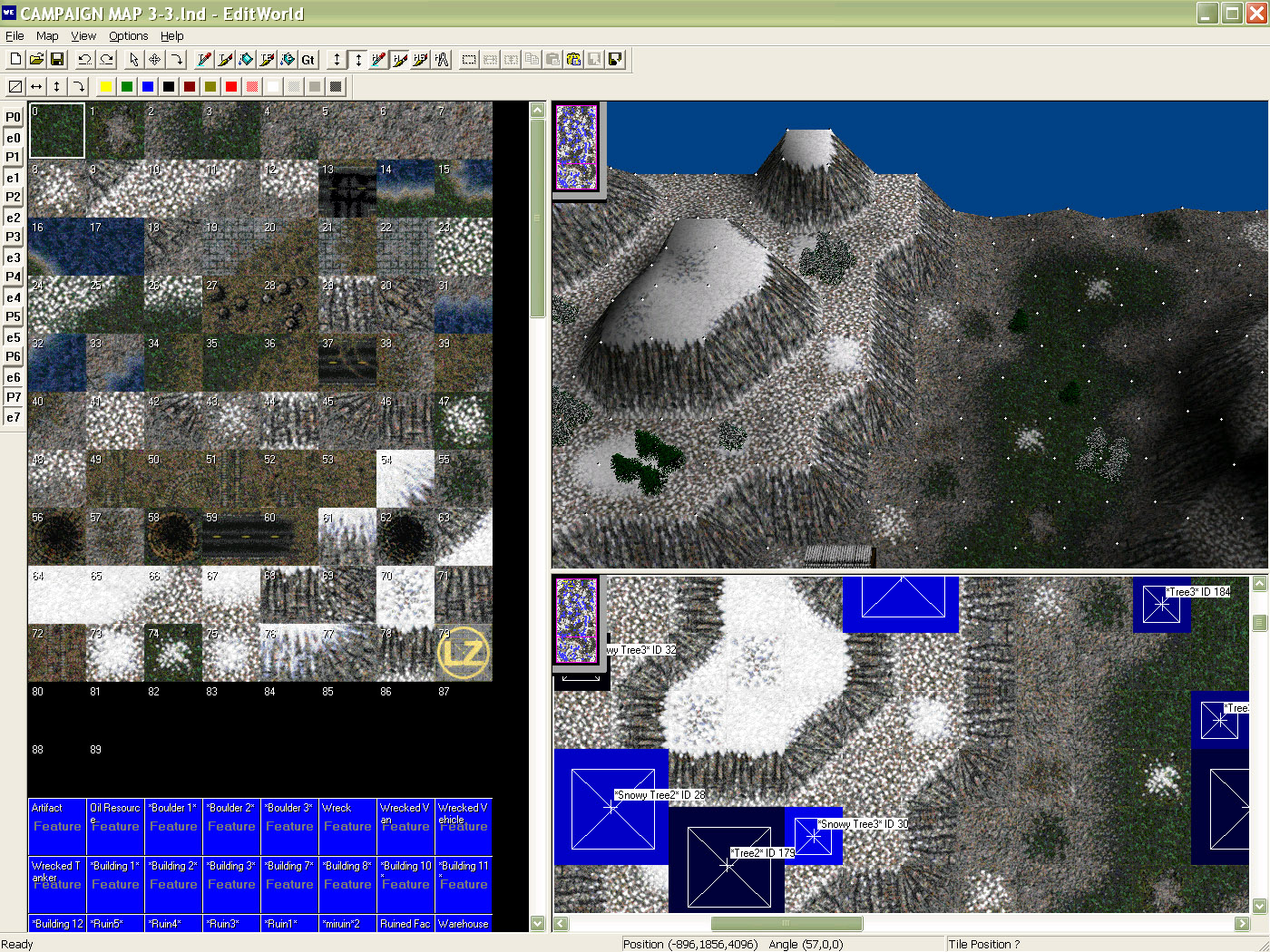
Editor de mapas de Warzone 2100 (EditWorld).

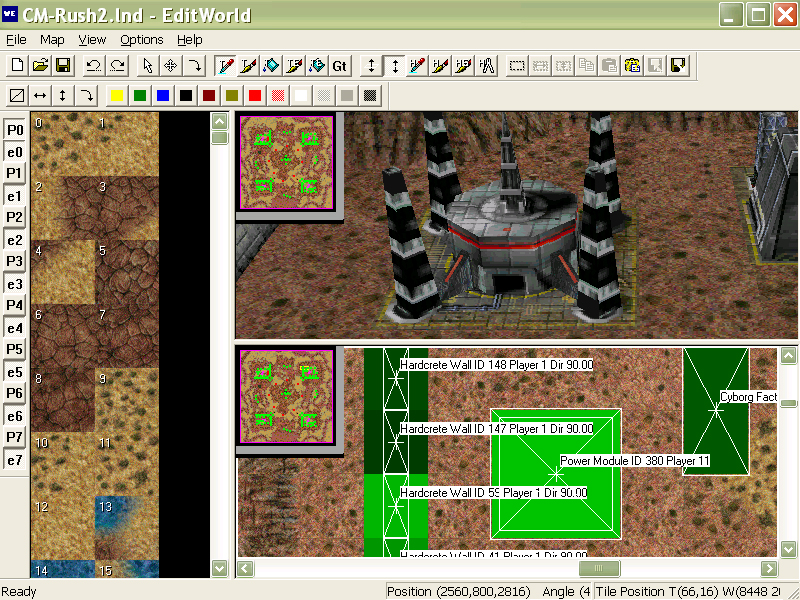
Editor de mapas de Warzone 2100 (EditWorld).

Después de liberar el parche final 1.10 en noviembre de 1999, Pumpkin Studios dio por finalizado su apoyo a Warzone 2100 el 5 de enero de 2000. El 15 de marzo de 2000, Pumpkin Studios fue cerrada por Eidos Interactive. Pumpkin Studios después se reconstituyó en Pivotal Games.

### N.E.W.S.T
Constituido en octubre de 1999, un tercer grupo, N.E.W.S.T., se hizo cargo por completo. En noviembre del 2000, realizaron el patch no oficial 1.11. N.E.W.S.T. pasó a ser Pumpkin-2 en febrero de 2003.

### Pumpkin-2
El soporte fue tomado por un grupo de aficionados llamado Pumpkin-2. Pumpkin-2 creó un servidor anti-trucos Warzone 2100 (llamado Directgames), e hizo un nuevo patch, 1.12, en julio de 2003. El cual incluía nuevas mejoras, la más notable la inclusión de minas terrestres. Sin embargo, el hosting de Pumpkin-2 cerró sin previo aviso, y Pumpkin-2 se pasó a los foros de Directgames. El cual se redirigió a: Realtimestrategies.net.
Sin embargo, durante este tiempo Pumpkin-2 envió una petición [cita requerida] a Eidos Interactive, el propietario del copyright legal y del código fuente, para hacer que Warzone fuera libre y open-source. El 6 de diciembre de 2004 el código fuente de Warzone fue subido al servidor FTP de Radiosity por Alex McLean.
Varias personas de Pumpkin-2 estuvieron trabajando en una secuela de Warzone 2100, titulada Total Warzone. Fue publicada una demo pre-alfa en los foros de realtimestrategies.net. Desde que se liberó el código de Warzone 2100, la mayoría (sino todos) de los recursos de desarrollo que estaban presentes en este proyecto se trasladaron al proyecto del Re-Desarrollo de Warzone.
Pumpkin-2 ha continuado el desarrollo como The Warzone 2100 Resurrection Project, que luego fue renombrado a Warzone 2100 Project (Proyecto Warzone 2100 en inglés).

### Warzone 2100 Project
Actualmente el trabajo de desarrollo tiene lugar en el Warzone 2100 Project. El 11 de junio de 2005, fue liberada la versión 0.1, con toda la tecnología propietaria reemplazada por alternativas libres y open-source, con el resultado de que ahora el juego puede ejecutarse en Linux, Mac OS X y Windows. Después de la versión 0.2.3, el esquema de numeración cambió, y la siguiente entrega pasó a ser la 2.0.3. La última versión estable es la 2.3.9, liberada el 24 de octubre de 2011.
La versión que estaba siendo desarrollada en el presente era la beta con numeración 3.x, que incluye grandes cambios desde la anterior versión (2.3.9), la cual fue liberada finalmente en diciembre de 2013, siendo la última versión estable la (4.1.1).

## Recepción y crítica
Warzone 2100 fue bien recibido en general por los revisores, recibiendo la versión para PC un 81% en GameRankings, y la versión para PlayStation recibiendo de media un 76%.
Gamespot otorgó un 6,5 a la versión para Playstation, y un 7,6 para la versión para PC. Gamespot elogió especialmente su alto nivel de personalización. Gamespot escribió, "El altamente navegable motor 3D, la estructura de campaña única, y el juego multijugador de Warzone 2100 hará las delicias de la mayoría de los fans de la estrategia en tiempo real."
IGN emitió opiniones parecidas, puntuando la versión para PC con un 8 y con un 7,5 la versión para PlayStation. IGN elogió a la versión para PlayStation por ser uno de los pocos juegos de estrategia en tiempo real para esta plataforma. En la revisión de la versión para PC, mostró desacuerdo en cuanto a la falta de innovación, pero que no obstante elogió, "mayormente se limita a tomar grandes ideas que se encuentran en otros títulos RTS y combinarlas en un único juego. Pumpkin Studios ha hechos un trabajo fantástico con esta tarea, y sin duda es un acierto el jugar todo el rato en un mismo curso de acción."